# Лаппо-Данилевский, Сергей Александрович
Сергей Александрович Лаппо-Данилевский (2 (14) декабря 1834—30 ноября (13 декабря) 1911, Ялта) — русский государственный деятель; вице-губернатор Таврической губернии. 

## Происхождение
Происходил из малороссийского рода Лаппо-Данилевских. Возвышению рода во второй половине XVIII века способствовал его прадед Лев Иванович Лаппо-Данилевский (1740—1804) — он был внесён в 1784 году «в дворянскую родословную Киевского наместничества книгу» вместе с детьми, один из которых, Александр Львович (1771 — до 1818), стал основателем екатеринославской ветви рода. Благодаря брачному союзу Александра Львовича с Софьей Ивановной Корбе во владение Лаппо-Данилевских перешло село Гуляй-Поле в Верхнеднепровском уезде, в котором родился отец Сергея Александровича, Александр Александрович Лаппо-Данилевский (06.06.1802—1871).
А. А. Лаппо-Данилевский вступил в службу 31 декабря 1817 года юнкером в Арзамасский конно-егерский полк; 19 ноября 1822 года поручиком вышел в отставку. В 1830-х—1840-х годах неоднократно был депутатом Екатеринославского дворянского собрания от Верхнеднепровского уезда; 3 декабря 1844 года «за выслугу по выборам дворянства» был награждён орденом Св. Владимира 4-й степени; в 1845—1848 годах был предводителем дворянства Верхнеднепровского уезда. Женат был на дочери С. Г. Гангеблова — Екатерине Семёновне.

## Биография
Сергей Александрович Лаппо-Данилевский родился 2 (14) декабря 1834 года.
В 1854 году он окончил Школу гвардейских подпрапорщиков и кавалерийских юнкеров и 27 июня вступил в корнетом в Кавалергардский полк; 23 апреля 1859 года произведён в поручики, 23 апреля 1860 — в штабс-ротмистры; 29 сентября 1860 года уволен из военной службы. Вскоре женился на Наталье Фёдоровне Чуйкевич.
В 1862—1871 годах С. А. Лаппо-Данилевский был предводителем дворянства Верхнеднепровского уезда; в 1867 году стал почётным гражданином Верхнеднепровска; 14 июня 1869 года был пожалован в статские советники. В 1871 году, 1 марта, был причислен по Министерству внутренних дел в распоряжение новороссийского генерал-губернатора. 9 декабря 1872 года был избран действительным членом Общества сельского хозяйства Южной России.
В период 1873—1879 годов был вице-губернатором Таврической губернии, неоднократно исполняя должность губернатора. 27 июня 1873 года был пожалован в действительные статские советники.
С. А. Лаппо-Данилевский был награждён орденом Св. Станислава 2-й степени с короной (1867) и орденом Св. Владимира 3-й степени (1876).
8 октября 1879 года был уволен «согласно прошению по расстроенному здоровью», однако, причиной отставки стало пришедшее в расстроенное состояние наследство умершего в 1871 году отца.

## Семья
Женат С. А. Лаппо-Данилевский был на Наталье Фёдоровне Чуйкевич; имел пятерых детей:
- Александр (1863—1919) — историк, академик
- Мария (1864—1920-е) — член ялтинского благотворительного общества, владелица, популярной в 1910-х годах, ялтинской кондитерской «Чашка чая»
- Наталья (1865—1923)
- Сергей (1868—1957) — композитор, автор ряда романсов
- Надежда (1872—1944)

## Источник
- Лаппо-Данилевский К. Ю. Семья А. С. Лаппо-Данилевского: Истоки и традиции // «Клио». — 2013. — № 12. — С. 83—101.